# Цонтакис, Джордж
Джордж Цонтакис (англ. George Tsontakis; 24 октября 1951, Нью-Йорк) — современный американский композитор греческого происхождения.

## Биография
С 1974 по 1978 год изучал композицию в Джульярдской школе под руководством Хьюго Вейсгала и Роджера Сешенса, затем в Национальной академии Святой Цецилии. В 1995 году был удостоен награды Американской академии искусств и литературы. В 2002 году получил стипендию Американской академии в Берлине и премии Луисвиллского университета за его Концерт для скрипки № 2. Запись произведения Цонтакиса «Ghost variation» в исполнении Стивена Хафа была номинирована на премию «Грэмми» за лучшую современную классическую композицию.